# Carmen Villalba
Carmen Villalba fue una actriz cómica de teatro española que hizo su carrera en Argentina.

## Carrera
Carmen Villalba se destacó en el género de la comedia revisteril durante principios del siglo XX. Se la vio a comienzos del '30 en una compañía junto a Rosita Moreno y Sofía Bozán en el Teatro Maipo.
En la década de 1940 trabaja en la Compañía de Comedias Argentinas encabezada por el genial César Ratti, junto a actores como Jacinto Herrera, Olga Hidalgo, Leonor Fernández y Agustín Castro Miranda.

## Teatro
- 1936: Volvió Rosita, de Antonio Botta y Hans Dierhammer.
- 1938: Hollywood a la vista.
- 1944: Al rigor de la picana.